# Canal de la Siagne
Le canal de la Siagne est une voie d'eau de 47 km de longueur qui alimente en eau potable les pays grassois et cannois.

## Histoire

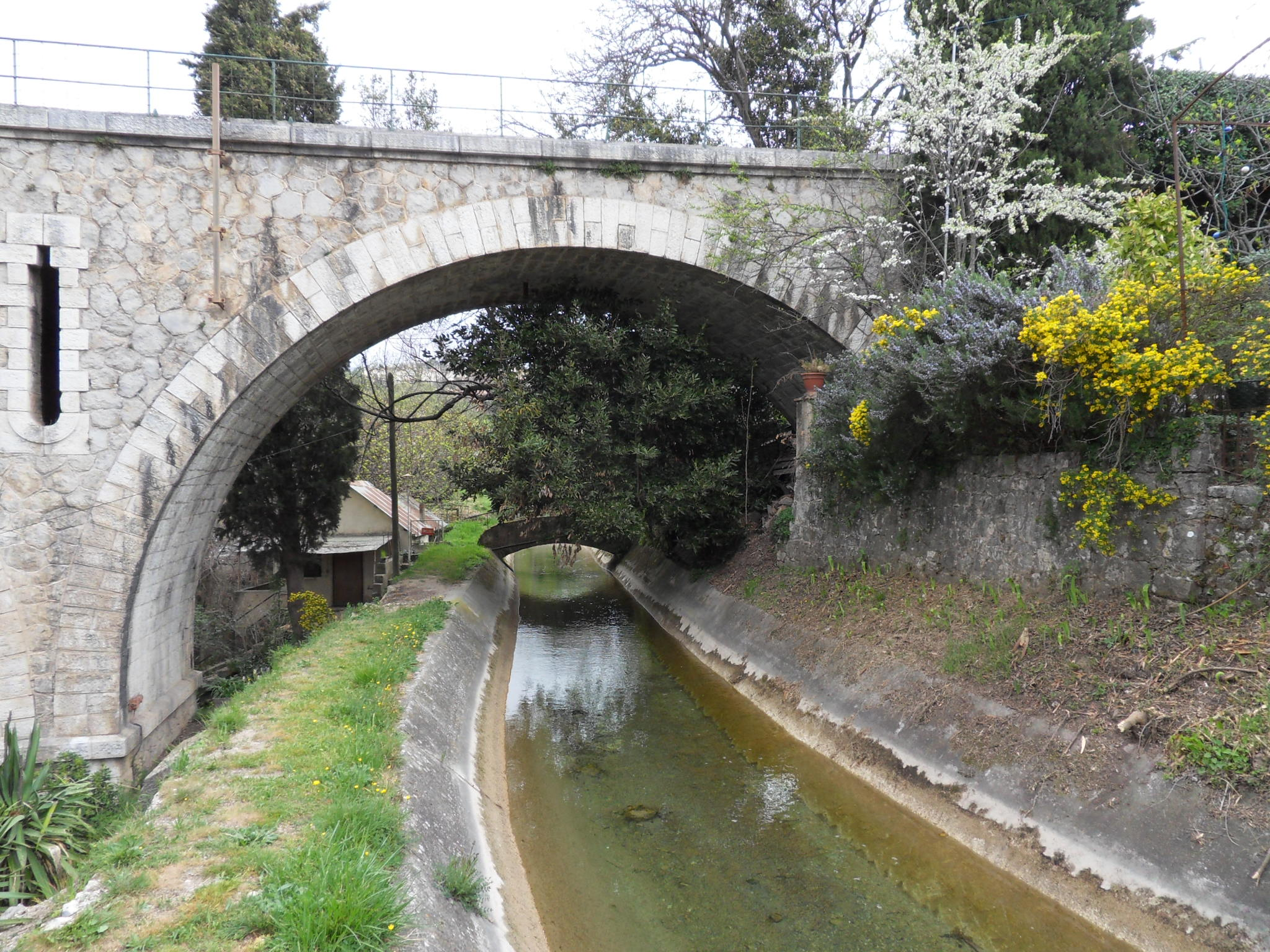
Canal de la Siagne à Peymeinade, avenue Louis Icard sous l'ancien ouvrage du Central-Var

L’eau a toujours manqué dans les régions méditerranéennes : sources, puits, citernes alimentaient avec parcimonie villes et villages. Mais à la fin du XIXe siècle, avec le développement des villes littorales comme Cannes et le développement de l’industrie grassoise, la pénurie d’eau devient un problème pour tous. Un canal dérivant les eaux de la Siagne s’imposait. 
- 1850 : deux projets de dérivation des eaux de la Siagne voient le jour. À Saint-Cézaire, le projet Bosc, prévoyant d’alimenter les communes de Saint-Cézaire, Cabris, Le Tignet, avec prise à Saint-Cézaire. À Cannes, le projet des Ponts et Chaussées, pour desservir Auribeau, Pégomas, La Roquette, Le Cannet et Cannes, avec prise à Auribeau. Ces projets restent en souffrance.
- 1860 : le projet de Cannes ressurgit, lorsque la ville aura doublé sa population et que l’empereur Napoléon III, en visite à Nice nouvellement rattachée à la France, apportera son soutien au développement de Cannes.
- 1862 : le 31 janvier 1862, la ville de Cannes passe un traité avec la Compagnie Dussard et Cellier (Hippolyte Dussard et Amédée Sellier pour la distribution d’eau de la ville avec la construction du canal.

Le projet de dérivation, étudié par les Ponts et Chaussées, à partir d’Auribeau est abandonné. Le projet est repensé à l’échelle du bassin de la Siagne, en incluant Grasse.
Sa prise se trouve à Saint-Cézaire, à l’endroit préconisé par le projet Bosc. Mais à la différence de celui-ci, il ne dessert aucune des communes, son tracé restant au-dessous des terroirs et des villages. 
- 1865 : dès sa parution, le nouvel avant-projet suscite de violentes réactions de la part des communes concernées. Elles se réunissent en conseil exceptionnel à l’automne 1865. Grasse est hostile à ce projet également et délibère le 17 octobre 1865. L’ingénieur des Ponts et Chaussées, au vu des réactions, propose alors d’abandonner ce projet et de promouvoir un projet de canal, avec prise à Saint-Cézaire, et alimentant toutes les communes y compris Grasse. Le 18 octobre 1865, la ville de Cannes met en demeure la Compagnie de commencer les travaux prévus dans les deux ans après la signature du traité. La Compagnie intervient auprès du préfet Denis Gavini pour faire taire les oppositions, notamment celle de l’ingénieur des Ponts et Chaussées. Pour le financement, la Compagnie Dussard et Cellier est reprise par la General irrigation and water supply compagnie of France limited, qui est financée par une banque anglaise d'investissement[2].
- 1866 : Par décret impérial du 25 août 1866 la convention de concession signée par la ville de Cannes le 21 août 1866 est approuvée[3].

## Aménagements et écologie
Une association de sauvegarde, créée en 2001 pour empêcher la couverture du dit canal, est enregistrée